# 普里萊普戰役
普里萊普戰役是第一次巴爾幹戰爭期間，於1912年11月3日到11月5日的一場戰役。塞爾維亞軍隊在現今北馬其頓普里萊普附近遇到鄂圖曼帝國的軍隊，並爆發了持續了三天的衝突。最終鄂圖曼帝國軍隊不堪重負，被迫撤退。 

## 戰爭過程
由於天氣惡劣和地勢險要，塞爾維亞第1集團軍在庫曼諾沃戰役後無法乘勝追擊鄂圖曼帝國軍，塞軍遂決定由摩拉瓦師先行出發穿越莫納斯提爾的山脈，德里納師則緊隨其後。11月3日，大雨滂沱，摩拉瓦師亦在普里萊普以北遇上卡拉·賽義德·帕夏指揮的第5集團軍，雙方隨即駁火，展開了持續三天的交戰，當中兩軍於晚上未有交火，只在白天戰鬥。而在11月5日，德里納師趕到增援，人數佔優的塞軍發動總攻，成功處佔上風，迫使鄂軍向南面撤退。 
同日，當塞軍向南方比托拉推進時，再度於附近山脈遭遇鄂軍。塞軍雖然配備刺刀和手榴彈，但當時經已入黑，難以使用上述武器，因此塞軍拖延到翌日天亮才成功擊退鄂軍。一名鄂圖曼記錄員記載道：「塞軍的步兵隊有著明顯進步，可以看到他們在軍營特訓的成果。人數和體格佔優的部隊覆蓋著整個平原，我軍能看到所有塞軍軍官，他們像遊行隊伍一樣進行攻擊，畫面令人驚嘆。其中部分鄂軍軍官被這個場面嚇到，又有部分感歎己方沒有重型火砲還擊。他們也批評了塞軍這種行軍方式未免太過傲慢。」 

## 後續
普里萊普戰役雖然短暫，但足以顯示鄂圖曼帝國仍然有能力抵抗塞軍進攻馬其頓。塞軍雖然在人數和士氣上看似比顎軍高，但在實戰中卻傷亡慘重，付出了沉重代價。其中一個原因是塞爾維亞第一軍的指揮官亞歷山大一世因不習慣寒冷天氣而生病，戰爭期間是靠電報與前線溝通和指揮。而此戰即使迫使鄂軍放棄普里萊普，但第五軍仍然堅守著普里萊普以南之地，直到11月6日才被擊退，退守到比托拉。 